# 蒂莫西·皮克林
蒂莫西·皮克林（英語：Timothy Pickering，1745年7月17日—1829年1月29日），美国政治家，联邦党人，曾任美国邮政部长（1791年-1795年）、美国战争部长（1795年）、美国国务卿（1795年-1800年）、美国参议院议员（1803年-1811年）和美国众议院议员（1813年-1817年）。
| 前任： 埃德蒙·伦道夫   | 美国国务卿 1795年-1800年   | 繼任： 约翰·马歇尔     |
| 前任： 亨利·诺克斯     | 美国战争部长 1795年        | 繼任： 詹姆斯·麦克亨利 |
| 前任： 塞缪尔·奥斯古德 | 美国邮政部长 1791年-1795年 | 繼任： 约瑟夫·哈伯沙姆 |